# 布勒绍特
布勒绍特（法語：Breuchotte，法語發音：[bʁøʃɔt]）是法国上索恩省的一个市镇，属于吕尔区。

## 地理
布勒绍特（47°50'10"N, 6°28'9"E）面积4.37 平方千米，位于法国勃艮第-弗朗什-孔泰大區上索恩省，该省份为法国东部内陆省份，北起顺时针与孚日省、贝尔福地区省、杜省、汝拉省、科多尔省和上马恩省接壤。
与布勒绍特接壤的市镇（或旧市镇、城区）包括：拉东和沙庞迪、阿马日、拉布吕耶尔、弗鲁瓦德孔什。

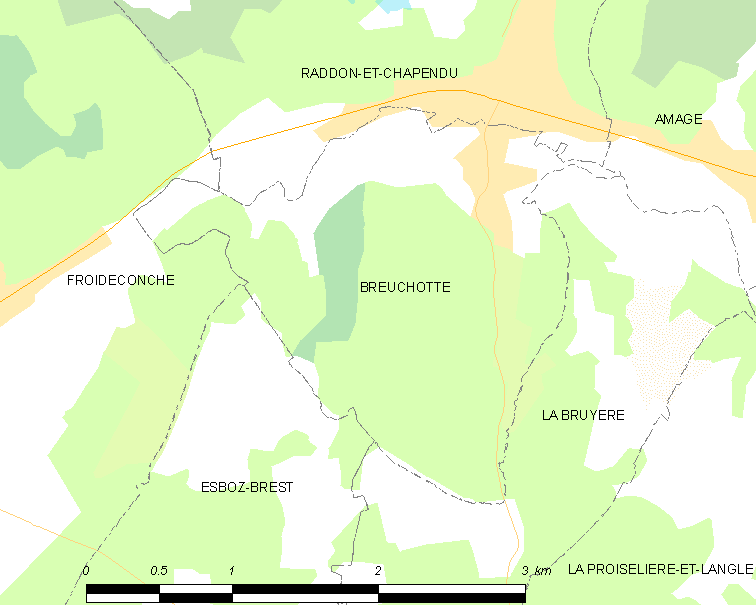
布勒绍特的OSM定位图

布勒绍特的时区为UTC+01:00、UTC+02:00（夏令时）。

## 行政
布勒绍特的邮政编码为70280，INSEE市镇编码为70094。

## 政治
布勒绍特所属的省级选区为梅利塞县。

## 人口

1962-2008年间布勒绍特人口变化图示

布勒绍特于2022年1月1日时的人口数量为301人。